# 富平之战
富平之战，1130年（宋高宗建炎四年、金太宗天会八年），宋金战争中，金朝军队为占陕西在富平（今陕西省富平县北）击败南宋军队反攻的大規模作战。
1130年七月，金太宗完颜晟，因四太子兀术（完颜宗弼）渡长江攻宋受挫，根据左副元帅完颜宗翰的建议，在中原扶植宋降臣刘豫建立伪齐政权，让他接管淮东、淮西和京西三个攻宋战场，建立同南宋之间的缓冲区。同时为解除南宋对其占有的河东地区侧翼武力威胁，决心以重兵先攻取陕西地区，以右副元帅完颜宗辅代陕西都统完颜娄室为攻陕主帅，同时将由江南退至六合（今江苏省南京市六合区）地区的完颜宗弼军西调洛阳，企图先攻陕西，尔后入川东下，迂回灭宋。
在金军追击下由扬州至越州（今浙江省绍兴市）的宋高宗，为了防止驻扎在淮南的监军完颜昌所率金军再度南下，命知枢密院事兼川陕宣抚处置使张浚在陕西发动攻势，以牵制淮南金军，使其不能从东部南下。张浚锐于抗金、短于用兵，急于转守为攻。曲端建议按兵据险，先行防御，待一二年后再进行反攻。张浚拒纳，并将曲端罢免。他选将治兵，调整部署，自献黄金万两，预借川陕地区五年民赋，集中大量粮草，以供军需，决心按宋高宗旨意大举反攻，准备先分兵攻取同州（今陕西省大荔县）、鄜州（今陕西省富县）、延州（今陕西省延安市），后与金军决战。
八月，张浚发布攻金檄文，命令权永兴军路经略使吴玠收复长安（今陕西省西安市），环庆经略使赵哲收复麟州、延州，初战获胜，张浚更加轻视金军。得知宋军反攻，兀术率金军二万骑由洛阳援助陕西，完颜娄室率军数万由河东进至绥德军（今陕西省绥德县），阻挡宋军东进。张浚知道金军主力入陕，认为战机已到，以熙河经略使刘锡为都統制，率泾原路经略使刘锜、秦凤路经略使孙渥，及赵哲、吴玠等五路大军，步、骑十八万人，号称四十万，向地处关中平原的耀州（今陕西省耀县）富平地区集结，他亲自坐镇邠州（今陕西省彬县）督战。
九月，刘锡率军五路宋军进抵富平，兀术率金军进至富平之东的下邽县，两军相距八十余里。宋军以一片芦苇丛生的沼泽作为屏障，扎营列阵，诸路运送辎重的乡民，在宋营外围设寨。宋军部署确定，诸将建议乘完颜娄室军尚未抵达之机，先行攻击兀术军，张浚自恃兵多粮足，执意致书金军约日会战。兀术接到战书后，故意示弱骄敌，不作答复，以拖延时日。完颜娄室率军抵达富平后，亲自登山观察宋军阵，发现宋虽兵多，但壁垒不固，破绽很多。
到了约定日期，金军坚壁不出。张浚以为金军怯战，更加骄傲轻敌，甚至请以妇人之服送与金軍主将，以示讥讽。张浚还告示全军有能生擒完颜娄室者，授予节度使并赏银、绢各以万计。完颜娄室针锋相对，张榜告其部下有能活捉张浚者，奖驴一头，布一匹。临战之前，都统制刘锡召集将领商议进兵之策，吴玠建议，宋军所处地形不利，应移据高地，以抵挡金军骑兵。刘锡和其他将领却认为，我众彼少，前阻芦苇，金军骑兵难以驰骋，没有采纳。为了恫吓金军，刘锡又诈立已被罢官的曲端以张声势，被完颜娄室识破。
九月二十四日，刘锡先派千余人，向金军发起试探性攻击，完颜娄室设伏，前后夹击，将其斩俘殆尽。中午，金军派骁将完颜折合率三千骑，用土囊在在芦苇沼泽中垫出一条通路，越沼泽而进，突袭宋军外围乡民小寨。乡民逃入宋营，引起宋军惊乱。完颜宗辅以完颜娄室为右翼，以兀术为左翼发起进攻。宋军仓促迎战，失去统一指挥，五路军马各自为战。刘锡之弟刘锜首先率涇原路宋军迎击兀术左军，并将其包围，金将赤盞暉所率骑兵陷入泥泞难以驰骋，被斩杀甚众。勇将韩常被流矢射伤一目，仍奋力苦战，与兀术破围而出，被迫退却。
完颜娄室见势危急，虽身有疾，率右军攻打环庆路赵哲军。他身先士卒，督师力战，部将蒲察胡盏、夹谷吾里补冲锋陷阵，使军势复振。由于诸路宋军互不相应，赵哲孤军不敌，临阵擅离职守，部众争相逃跑。黄昏，金军并力进攻，宋军大败，退往邠州，所带辎重大都遗弃。十月，张浚以败军之罪贬逐刘锡，斩杀赵哲及其部将张忠、乔泽，环庆路将领慕容洮叛投降西夏，泾原路将领张中彦、李彦琪投降金军。张浚退守秦州（今甘肃省天水市）。
此战之后，金军利用缴获的大批粮草军资，在南宋降将引导下，向陕西内地大举进攻。至1131年三月，攻占陕西五路大部地区，宋军只守住阶州（今甘肃省武都县东南）、成州（今甘肃省成县）、岷州（今甘肃省岷县）、洮州（今甘肃省临潭县）、凤州（今陕西省凤县东北）等州，及凤翔府（今陕西省凤翔县）的和尚原（今陕西省宝鸡市西南）、陇州（今陕西省千阳县西北）的方山原（今陕西省陇县西南）等隘口，凭险设防，与金军对峙。